# Bristly Peaks
Die Bristly Peaks sind eine Gruppe scharfgratiger Felsengipfel, die im Zentrum der Antarktischen Halbinsel den Fleming-Gletscher vom Seller-Gletscher trennen. Sie erstrecken sich ostsüdöstlich des an der Fallières-Küste liegenden Forster-Piedmont-Gletschers.
Fotografiert wurden sie von Teilnehmern der British Graham Land Expedition (1934–1934) unter der Leitung des australischen Polarforschers John Rymill im Jahr 1937 sowie 1947 von Teilnehmern der Ronne Antarctic Research Expedition (1947–1948) unter der Leitung des US-amerikanischen Polarforschers Finn Ronne. Kartografisch erfasst wurden sie vom Falkland Islands Dependencies Survey in den Jahren 1958 und 1960. Das UK Antarctic Place-Names Committee verlieh ihnen einen deskriptiven Namen, da die Berge in ihrer Form an die Borsten (englisch: bristles) einer Bürste erinnern.